# Indisciplina da história
A indisciplina da história, ou história indisciplinada (também conhecida pelas grafias (in)disciplina da história e história (in)disciplinada), é uma abordagem historiográfica oriunda do Brasil que tem por objetivo questionar os cânones e abordagens tradicionais da história enquanto disciplina acadêmica. O principal argumento relacionado a esta abordagem é o de que as formas como a historiografia se organiza não correspondem às atuais demandas sociais pela história e pelo trabalho dos historiadores. Entre as principais ideias defendidas pelos adeptos da indisciplina da história estão a necessidade de se repensar os fundamentos epistemológicos da historiografia, a reorganização curricular dos cursos de história e a busca por novas formas de intervenção social dos historiadores. Entende-se, portanto, ser urgente o enfrentamento das formas tradicionais de se pensar, elaborar e escrever a história, fazendo com que a história como disciplina passe por um processo de "indisciplinarização".

## Indisciplina
A demanda por indisciplinarização da história surge em um contexto onde, a partir dos anos 1980, os programas de pós-graduação no Brasil passaram a ter mais autonomia. Em concomitância com um processo de democratização do acesso ao ensino superior e, principalmente, à pós-graduação em história, alguns temas que anteriormente não eram abordados passaram a ter mais atenção dos historiadores, enquanto outros temas e abordagens consagrados passaram a ser criticados e revistos. Neste sentido, pode ser observada a ascensão de temas como os estudos de gênero, o passado colonial e escravista do Brasil, a história da África, história indígena e, consequentemente, o questionamento das concepções basilares de uma história como disciplina que não dava atenção aos novos temas que o contexto pós-1980 demandava.
Estas novas demandas expuseram uma diferença importante entre aqueles conceitos e abordagens das quais a historiografia dispunha para explicar o mundo e os novos acontecimentos e temas que o presente demandava. Portanto, a percepção era de que temas caros ao presente como a representatividade, a cidadania e a identidade não eram contemplados em sua complexidade com o aporte que historiadores tinham disponível para pensar criticamente sobre o passado. Dessa forma, o próprio olhar dos historiadores para o passado começa a mudar, demandando também abordagens e conceitos que dessem conta de pensar historicamente de acordo com as necessidades de seu próprio tempo. Destas novas questões, surge a indisciplina, uma forma de questionar a tradição da historiografia em nome dos novos desafios apresentados à história como disciplina.

### Significado
Em vez de defender o fim, ou negar a historiografia, os historiadores indisciplinados entendem que esta deve encontrar novos meios de estabelecer relações de legitimidade no presente. Indisciplinar a historiografia seria uma maneira de tornar parte de seu cotidiano os questionamentos em relação às práticas e demandas que a compõem, entendendo a temporalização da história e o desenvolvimento de conceitos como decisões políticas. Indisciplinar a historiografia, portanto, é também fazer com que a história lance um olhar para o próprio presente, questionando os seus próprios postulados. Desta forma, é possível relacionar as propostas de indisciplinarização da história aos campos da história pública e da história do tempo presente. Por conta destas questões, além de um posicionamento teórico a indisciplina é também considerada um desafio metodológico para a historiografia. Indisciplinar a historiografia é, assim, trilhar um caminho em busca das possibilidades de reelaborar e repensar o "fazer história"  Entende-se por indisciplinada a historiografia que pauta a necessidade de mudança nas formas de organização da historiografia disciplinada, entendidas como um limitador do potencial político, crítico e poético da disciplina.

### Proposições
O movimento indisciplinado tem como principal proposta abertura da historiografia para formas alternativas de produção e de apresentação do conteúdo histórico e o intercâmbio entre demandas profissionais e amadoras de produção. A indisciplina da história busca uma defesa efetiva da história, que deveria se preocupar menos com a definição dos limites disciplinares da historiografia do que com a abertura da disciplina a diferentes formas de historicização do passado e do presente. Desta forma, a historiografia estaria tomando para si a tarefa fundamental de criticar a si mesma e apontar suas próprias limitações. Em meio às práticas indisciplinadas está o entendimento de que a história é criada, e não apenas vivida, pela humanidade, resultando das opções e ações humanas referentes a cada momento histórico Como uma tentativa de reorientar a historiografia diante de sua crise, indisciplinar a história implicaria também uma politização do saber. Por politização do saber entende-se a utilização da historiografia como uma ferramenta epistemológica e política contra os ataques negacionistas à história enquanto campo de conhecimento e contra os ataques pessoais e assédios morais sofridos por historiadores no exercício de sua profissão. Desta forma, estaria entre as tarefas da indisciplina, de um lado, o posicionamento epistemológico contra o negacionismo e teorias da conspiração que negam os mecanismos teóricos e metodológicos necessários à produção do saber; e por outro lado, o posicionamento político de defesa dos historiadores contra os ataques que, em um momento de crescimento do comportamento reacionário, transformariam os historiadores em inimigos a serem combatidos pela sociedade.

## Diálogos e influências

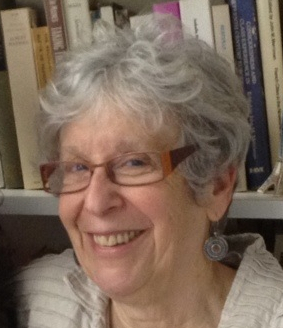
A historiadora Joan Wallach Scott, referência nos estudos de gênero e influência para a história indisciplinada.

As ideias de uma história indisciplinada estão relacionadas às ideias de diversos humanistas espalhados pelo mundo. Entre as principais influências da indisciplina da história estão autores como Hayden White, Dipesh Chakrabarty, Sande Cohen, Joan Scott, Kale Pihlainen, Lewis Gordon e Saidiya Hartman. Estas influências entregam à ideia de uma história indisciplinada elementos que permitem a observação do eurocentrismo como um elemento determinante para o surgimento de diferentes regimes historiográficos no século XX.

### Decolonialidade e pós-colonialismo
A disciplina histórica esteve por muito tempo sob a forte influência das narrativas e categorias de análise construídas nos processos de colonização, dos quais também é fruto. Desta forma, a indisciplina da história se relaciona com a decolonialidade e o pós-colonialismo por compartilhar com estas abordagens as críticas aos efeitos do colonialismo e da colonialidade no pensamento histórico. Entre estes efeitos estaria o silenciamento da história de populações indígenas e negras, assim como a supervalorização de uma historicidade colonizadora. Com este diálogo, a indisciplina toma a tarefa de distanciar-se dos pressupostos eurocentrados da historiografia na busca por quebrar com o silenciamento daqueles sujeitos que protagonizam acontecimentos e narrativas nas periferias do mundo.

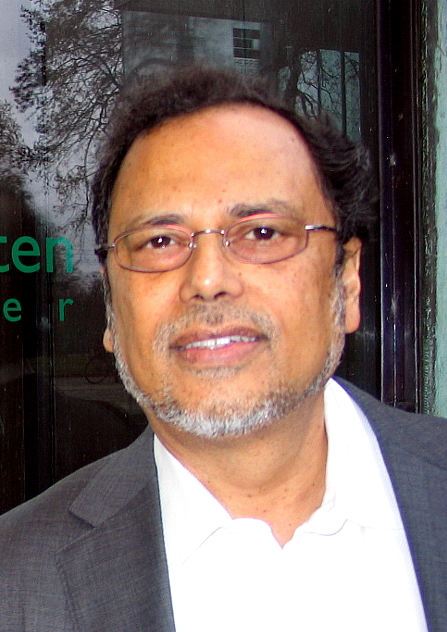
O historiador Dipesh Chakrabarty, referência nos estudos pós-coloniais e influência para a história indisciplinada.

Outra abordagem decolonial da indisciplina é o entendimento de que buscar o pluralismo de perspectivas não é suficiente. Deve-se, para que uma mudança substancial seja atingida, romper com as perspectivas do norte global, difundidas por autores da Europa e dos Estados Unidos, tirando das produções historiográficas as perspectivas herdadas pelo colonialismo. A necessidade de crítica e reelaboração das abordagens tradicionais do passado acerca das populações colonizadas também estão fortemente relacionadas com a participação e protagonismo de sujeitos historicamente silenciados pela historiografia na produção do conhecimento histórico, o que teria gerado uma série de tensões e novas demandas de representação e ensino do passado.
Desta maneira, a prática indisciplinada também se estabelece a partir da reelaboração dos planos de ensino das disciplinas de teoria da história a nos cursos de graduação. A forma como são desenvolvidos o ensino e a pesquisa em teoria da história no Brasil fazem dos pesquisadores brasileiros consumidores de trabalhos desenvolvidos em países como Alemanha, França, Inglaterra, Estados Unidos, Holanda e Itália. No núcleo da busca por novas referências, que venham de diferentes lugares do mundo, está o questionamento das questões que regulam e antecedem um lugar social das historiadoras e historiadores. De acordo com a cientista social australiana Raewyn Connell, a constante utilização de referências como Michel Foucault, Pierre Bourdieu, Anthony Giddens e Jürgen Habermas por acadêmicos brasileiros se dá por conta de suas ideias terem sido assimiladas por universidades na Europa e nos Estados Unidos, que ditam os rumos da historiografia brasileira. No que se refere à teoria da história, a historiadora brasileira Ana Carolina Barbosa Pereira afirma que por mais comum que seja, no Brasil, citar autores como Reinhart Koselleck, François Hartog, Jörn Rüsen, Hayden White, Paul Veyne, Frank Ankersmit, Paul Ricoeur, Michel de Certeau, Michel Foucault e Chris Lorenz, eles não são especialistas nem têm conhecimentos aprofundados sobre a realidade da historiografia no Brasil.

### Estudos de gênero
A indisciplina da história também tem proximidade com os estudos de gênero. Ao delimitar o espaço disciplinado, construindo fronteiras entre quais sujeitos e conteúdos poderiam fazer parte da historiografia acadêmica, a disciplina histórica acabou por excluir também as mulheres de seu ambiente.  Desta forma, quebrar com os cânones da história disciplinada é também uma forma de quebrar hierarquias de poder socialmente construídas, como as que se estabelecem nas relações de gênero, dentro e fora do ambiente acadêmico.

## A história (in)disciplinada: teoria, ensino e difusão do conhecimento histórico
"A história (in)disciplinada: teoria, ensino e difusão do conhecimento histórico" é uma coletânea organizada pelos historiadores Arthur Lima de Avila, Fernando Nicolazzi e Rodrigo Turin e publicada em 2019 pela editora Milfontes. A obra resultou de três encontros realizados pelo Laboratório de estudos sobre os usos políticos do passado (Luppa) da Universidade Federal do Rio Grande do Sul, entre 2015 e 2018, chamados "Encontro de História (In)disciplinada". Nestes encontros, historiadores eram convidados a refletir criticamente sobre os fundamentos que definem a historiografia como uma disciplina, em contexto nacional e global. O objetivo da coletânea, encarada como um debate ainda em aberto, foi abrir caminho à reflexão dos historiadores sobre suas próprias práticas, tanto no âmbito da historiografia quanto como agentes políticos na sociedade. Dividida em oito capítulos, os principais temas que aborda são os questionamentos das regras da historiografia disciplinada, o pensamento sobre o lugar ocupado pelos historiadores na sociedade, o significado de indisciplina na história e a existência ou não de um estrutura sólida que sustenta as bases da historiografia.
A obra levanta questões fundamentais e urgentes para a historiografia contemporânea e está inserida no contexto de profusão dos debates acerca do negacionismo histórico, a Base Nacional Comum Curricular e a reforma curricular do Ensino Médio no Brasil. Por conta disso, pode ser relacionada aos debates feitos nos âmbitos da história pública e da história do tempo presente. Os oito capítulos foram escritos por, além dos três organizadores,  Maria da Glória de Oliveira, Lidiane Soares Rodrigues, Rafael Faraco Benthien, Mara Cristina de Matos Rodrigues e Valdei Araujo. Os cinco primeiros capítulos estão ligados à ideia de um "passado prático", como foi elaborada pelo historiador Hayden White, em oposição a um passado histórico, e vão na direção de buscar reanimar a historiografia politicamente. Já os três últimos capítulos fogem a este tema. abordando a escrita amadora da história no século XIX, identidade nacional mexicana e eurocentrismo e a racionalidade neoliberal.

### Artigos Científicos
- Avila, Arthur (2018a). «Indisciplinando a historiografia». Revista Maracanan (18): 35-49. doi:10.12957/revmar.2018.31185
- Avila, Arthur (2018). «O fim da história e o fardo da temporalidade». Tempo & Argumento. 10 (5): 243-266. doi:10.5965/2175180310252018243
- Bonaldo, Rodrigo; Varella, Flavia (2020). «Negociando autoridades, construindo saberes: a historiografia digital e colaborativa no projeto Teoria da História na Wikipédia» (PDF). Revista Brasileira de História. 40 (85): 147-170. doi:10.1590/1806-93472020v40n85-08
- Kosteczka, Luiz Alexandre (2020). «História (in)disciplinada nos dilemas do presente». Revista de Teoria da História. 23 (1): 331-339. ISSN 2175-5892
- Moreira, Igor Lemos (2020). «Debates para (in)disciplinar a história». Tempo & Argumento. 12 (20): 2-8. ISSN 2175-1803. doi:10.5965/2175180312302020e0602
- Pereira, Ana Carolina Barbosa (2018). «Precisamos falar sobre o lugar epistêmico na Teoria da História». Tempo & Argumento. 10 (24): 88-114. doi:10.5965/2175180310242018088
- Turin, Rodrigo (2020). «Os tempos da independência: entre a história disciplinar e a história como serviço». Almanack (25): 1-39. doi:10.1590/2236-463325ef00120

### Livros e capítulos de Livro
- Avila, Arthur (2019). «O que significa indisciplinar a história?». In:  Avila, Arthur; Nicolazzi, Fernando; Turin, Rodrigo. A História (In)disciplinada. Vitória, ES: Milfontes. pp. 19–51. ISBN 978-8594353-64-1
- Avila, Arthur; Nicolazzi, Fernando; Turin, Rodrigo (2019). «Apresentação». In:  Avila, Arthur; Nicolazzi, Fernando; Turin, Rodrigo. A História (In)disciplinada. Vitória, ES: Milfontes. pp. 7–18. ISBN 978-8594353-64-1
- Burgess, Joel; Elias, Amy (2016). Time:a vocabulary for the present. Nova York: New York University Press. pp. 1–384. ISBN 978-1479874842
- Nicolazzi, Fernando (2019). «Culturas de passado e eurocentrismo: o périplo de tláloc». In:  Avila, Arthur; Nicolazzi, Fernando; Turin, Rodrigo. A História (In)disciplinada. Vitória, ES: Milfontes. pp. 211–244. ISBN 978-8594353-64-1
- Oliveira, Maria da Glória (2019). «A história disciplinada e seus outros: reflexões sobre as (in)utilidades de uma categoria». In:  Avila, Arthur; Nicolazzi, Fernando; Turin, Rodrigo. A História (In)disciplinada. Vitória, ES: Milfontes. pp. 53–72. ISBN 978-8594353-64-1